# تشاك كانون
تشاك كانون (بالإنجليزية: Chuck Cannon)‏ هو كاتب أغاني أمريكي، ولد في القرن العشرين في غرينفيل في الولايات المتحدة.

## وصلات خارجية
- تشاك كانون على موقع ميوزك برينز (الإنجليزية)
- تشاك كانون على موقع أول ميوزيك (الإنجليزية)
- تشاك كانون على موقع ديسكوغز (الإنجليزية)